# Ameerega pepperi
Ameerega pepperi es una especie de anfibio anuro de la familia Dendrobatidae.

## Distribución geográfica
Esta especie es endémica de la región de San Martín del Perú. Se encuentra entre los 380 y 1000 m sobre el nivel del mar.

## Etimología
Esta especie lleva el nombre en honor a Mark Pepper.

## Publicación original
- Brown & Twomey, 2009: Complicated histories: three new species of poison frogs of the genus Ameerega (Anura: Dendrobatidae) from north-central Peru. Zootaxa, n.º 2049, p. 1-38.[4]